# Manuel Moral y Vega
Manuel Moral y Vega (Faro, 16 de marzo de 1865 - Lima, 7 de noviembre de 1913) fue un fotógrafo y editor portugués activo en el Perú de principios del siglo XX. Es considerado el padre del periodismo fotográfico peruano. Participó en la creación y publicación de Variedades (semanario lanzado el 10 de marzo de 1908) y anteriormente Prisma (1905 - junio de 1907), y más tarde La Crónica. Su estudio fotográfico estuvo ubicado en el centro de Lima, donde utilizó una tecnología de vanguardia para la época.
Moral llegó al Perú en 1883, estableciéndose en El Callao; pronto estableció una relación comercial con el fotógrafo escocés William T. Mason, quien fue su maestro. Tras especializarse en el oficio, viajó continuamente a Estados Unidos y Europa para adquirir material fotográfico que luego distribuía. También se dedicó a viajar al interior del Perú, ofreciendo sus servicios en puestos temporales e itinerantes. Desde febrero hasta agosto de 1898 mantuvo un estudio estable en Arequipa.
En 1903 inauguró su estudio en la calle Mercaderes del jirón de la Unión, donde se realizaban, además de fotografías, tertulias y se inició su incursión en la edición de revistas ilustradas.